# アメリカ芸術家協会

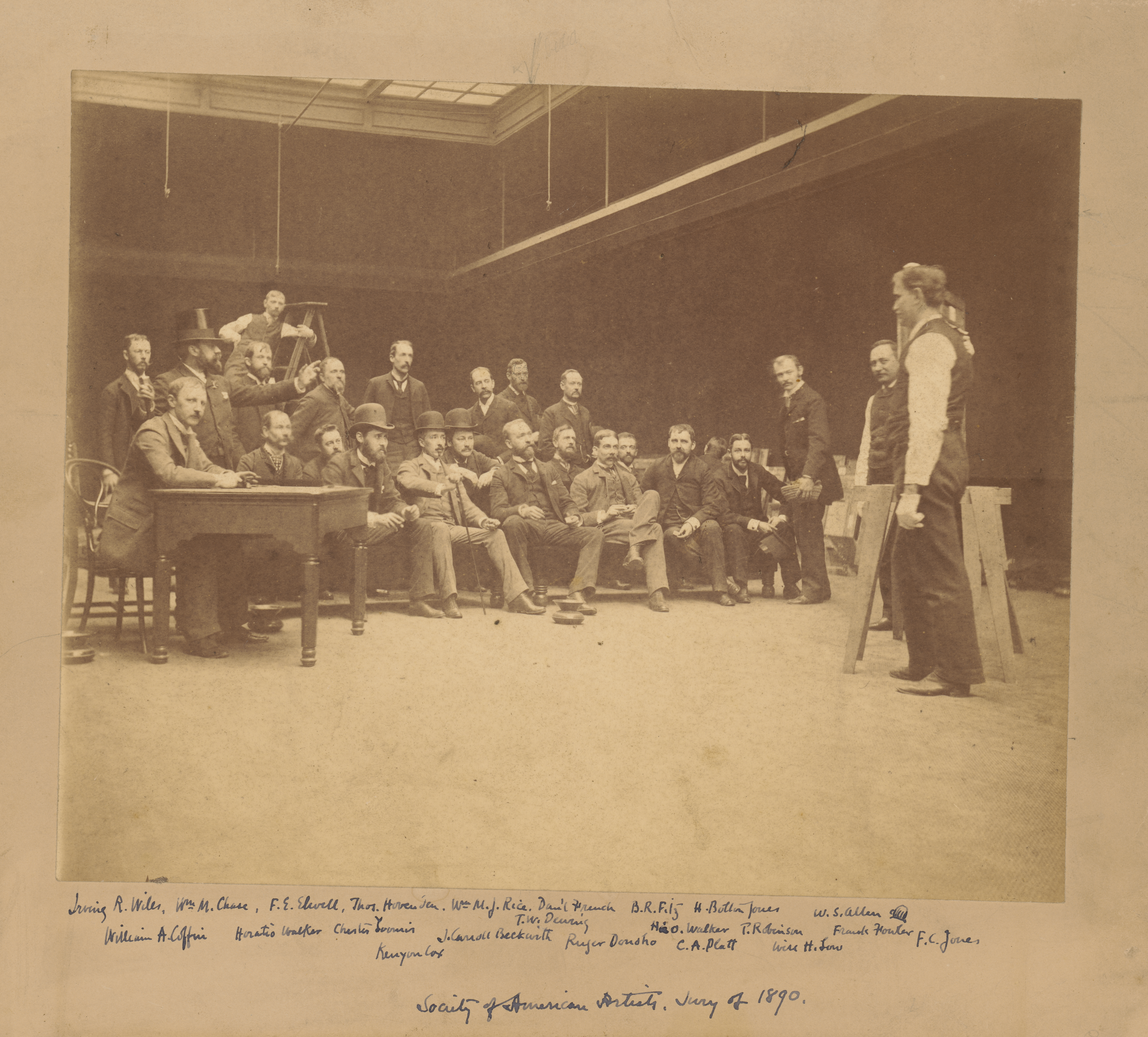
1890年のアメリカ芸術家協会の審査会

アメリカ芸術家協会（アメリカげいじゅつかきょうかい、Society of American Artists）は、アメリカの芸術家グループである。1877年に設立された。当時、権威のあったニューヨークのナショナル・アカデミー・オブ・デザインの展覧会が保守的で、新しい美術を目指す芸術家たちのニーズに合っていないと考える芸術家たちによって設立された。1906年まで活動した。

## 歴史
設立の中心となったのは文学者のリチャード・ワトソン・ギルダー（Richard Watson Gilder: 1844-1909）とその配偶者で画家のヘレナ・ド・ケー・ギルダー（Helena de Kay Gilder: 1846-1916）で、夫妻は1874年ころから自宅で芸術家たちと会合を始め、1877年に協会を結成し毎年美術展した。ヘレナ・ド・ケー・ギルダーはナショナル・アカデミー・オブ・デザインの年次展覧会に学生時代から毎年出展していたが目立たない場所に展示されたことからアカデミーの新しい美術作品に対するアカデミー消極的な姿勢を感じていた。
ニューヨーク・デイリー・トリビューンに美術評論を寄稿していたクラレンス・クック（Clarence Cook: 1828-1900）や、ヘレナの弟でニューヨーク・タイムズの美術コラムニスト、編集者のチャールズ・デ・ケイ（Charles de Kay）がグループの宣伝に協力した。
初期のメンバーには、1877年にナショナルアカデミーの展覧会に落選した彫刻家のオーガスタス・セント＝ゴーデンスや画家のウォルター・シャーロー、ロバート・スウェイン・ギフォード、アルバート・ピンカム・ライダー、ジョン・ラファージ、ジュリアン・オールデン・ウィアー、ジョン・ヘンリー・トワックトマン、アレクサンダー・ヘルウィグ・ワイアント、デザイナーのルイス・カムフォート・ティファニーらがいた。1897年に女性画家、イラストレーターのローラ・クームス・ヒルズ も、会員に選ばれた。有名な芸術家のほとんどがグループに加わるようになり、多くの場合、ナショナル・アカデミー・オブ・デザインの会員のままであった。
1897年にジョン・ヘンリー・トワックトマンらがアメリカ芸術家協会も運営が保守的であるとしてテン・アメリカン・ペインターズを設立し、協会から退会することになった。1906年にナショナル・アカデミーに吸収された。